# NGC 1184
NGC 1184 (również PGC 12174 lub UGC 2583) – galaktyka spiralna (S0-a), znajdująca się w gwiazdozbiorze Cefeusza. Odkrył ją William Herschel 16 września 1787 roku.